# Arakan Hill Tracts
Arakan Hill Tracts (o Northern Arakan) fou un districte de l'Índia i després de Birmània, a la Divisió d'Arakan. El seu territori no estava estrictament demarcat. La capital es va establir el 1868 a Myauktaung fins al 1876 en què va passar a Paletwa o Dalekme, més al nord vila d'uns 400 habitants el 1901. La superfície s'estimava entre 10.000 i 12000 km² dels quals 4000 sota administració directe i la resta sota control de les tribus. La població el 1881 era de 14.499 i 20.682 el 1901 (sense dades de les tribus). Limitava al nord amb els Lushai Hills; a l'est els Chin Hills i els Pakkoku Chin Hills; al sud el districte d'Akyab i a l'oest els Chittagong Hill Tracts.
El riu principal era el Kuladan (Koladyne) o Yam-pang (i els seus tributaris el Sala, Rala, Kola, Palak, Kan, i Mi o Mee) i el Thami i Pe o Pi.
Les nacions principals eren: 
- Rakaing o Chaungtha
- Shandii
- Kami o Kwe-myi
- Ami o Kaungso
- Xin
- Kuki (Chaw)
- Mro

## Història
Les tribus de muntanya van viure una vida aïllada durant segles. Quan el territori va passar a Gran Bretanya pel tractat de Yandabu de 1826, quedà integrat dins el districte d'Akyab. El 1865 es va constituir el districte separat. Es va establir un sistema fiscal de capitació (una petita quantitat per persona) però després fou substituït per un impost per família. A final del segle el nom de Nothern Arakan es va imposar.